# Atteva albitarsis
Atteva albitarsis is een vlinder uit de familie Attevidae. De wetenschappelijke naam van de soort werd in 1875 gepubliceerd door Philipp Christoph Zeller.